# Drymodromia similis
Drymodromia similis är en tvåvingeart som beskrevs av Smith 1969. Drymodromia similis ingår i släktet Drymodromia och familjen dansflugor. Inga underarter finns listade i Catalogue of Life.